# Bastián Solano
Bastián Felipe Solano Molina (Melipilla, Chile, 16 de junio de 1999) es un jugador de fútbol chileno que juega como defensa, y actualmente milita en Fernández Vial de la Segunda División Profesional de Chile.

## Clubes
| Club                          | País  | Año       |
| ----------------------------- | ----- | --------- |
| Huachipato                    | Chile | 2018-2020 |
| → Deportes Melipilla (cedido) | Chile | 2020      |
| Fernández Vial                | Chile | 2021-2022 |
| Trasandino                    | Chile | 2023      |
| Fernández Vial                | Chile | 2024      |
| Provincial Ovalle             | Chile | 2025-Act. |